# Вериге
Вериге (черног. Prolaz Verige, Пролаз Вериге) — самый узкий (не более 250 метров) пролив Боки Которской, в точке пересечения Тиватского, Рисанского и Которского заливов (напротив Пераста).
Название «Вериге», по легенде, появилось в 1381 году, когда пролив был перегорожен цепью (цепь = верига), чтобы воспрепятствовать проходу венецианских кораблей к Котору, находившемуся на тот момент под протекторатом короля Лайоша Венгерского. Однако, по многочисленным историческим свидетельствам, пролив перегораживался цепью для защиты от пиратов и ранее, с самых древних времен.
Итальянцы называли пролив «La catena», и возможно, раннесредневековое название Котора - Декатера происходит от латинского «catena», то есть «узы, цепи», о чём говорит император Константин Багрянородный в своём труде «Об управлении империей».
На южном мысе пролива Вериге расположена укреплённая церковь Богоматери Ангелов XV века. Храм был частью сторожевых укреплений, возведённых в этом месте для защиты пролива Вериге от набегов пиратов и турецкого флота.
Сейчас через пролив между населёнными пунктами Каменари и Лепетане проходит Адриатическое шоссе и действует паромная переправа. В будущем на этом месте планируется строительство моста, что влечёт за собой серьёзную угрозу статусу природного и культурно-исторического района Котора в Списке всемирного наследия ЮНЕСКО.